# ドラゴンボールZ 音楽集
『ドラゴンボールZ 音楽集』は、テレビアニメ『ドラゴンボールZ』のサウンドトラックCDおよびカセットテープ。Vol.1は1992年8月21日に、Vol.2は1993年5月1日に日本コロムビアからCDとカセットテープがそれぞれ発売された。また、復刻盤CDがANIMEX1200シリーズとしてVol.1とVol.2が2004年9月22日にコロムビアミュージックエンタテインメントから発売されている。なお、本記事では便宜上復刻前に発売されていたものをオリジナル盤とする。

## 概要
- テレビアニメ『ドラゴンボールZ』のサウンドトラック。
- Vol.1はアニメにおいてオープニングテーマ・エンディングテーマとして使用された楽曲の他に、劇場版作品の音楽が収録されている。
- 劇場版作品の音楽は、菊池俊輔が担当している。
- Vol.1は劇場版作品1〜7作目の音楽をそれぞれ抜粋し、作品毎に組曲として構成されている。
- Vol.2は劇場版作品8作目『ドラゴンボールZ 燃えつきろ!!熱戦・烈戦・超激戦』のサウンドトラック盤として構成されているが、作品中で使用された音楽の一部が何故か収録されていない。

## Vol.1
収録曲
※マークはモノラル音源
| トラック | 曲名                                                    | 作曲     | 時間 |
| -------- | ------------------------------------------------------- | -------- | ---- |
| 01       | CHA-LA HEAD-CHA-LA（TV-size vocal version）             | 清岡千穂 | 1:49 |
| 02       | [組曲] ドラゴンボールZ※                                 | 菊池俊輔 | 8:45 |
| 03       | [組曲] この世で一番強いヤツ※                            | 菊池俊輔 | 5:55 |
| 04       | [組曲] 地球まるごと超決戦                               | 菊池俊輔 | 8:35 |
| 05       | [組曲] 超サイヤ人だ孫悟空※                              | 菊池俊輔 | 5:50 |
| 06       | CHA-LA HEAD-CHA-LA（full-size instrumental version）    | 清岡千穂 | 3:16 |
| 07       | [組曲] とびっきりの最強対最強※                          | 菊池俊輔 | 2:32 |
| 08       | [組曲] 激突!! 100億パワーの戦士たち                     | 菊池俊輔 | 6:30 |
| 09       | [組曲] 極限バトル!! 三大超サイヤ人                      | 菊池俊輔 | 9:02 |
| 10       | でてこい とびきりZENKAIパワー!（TV-size vocal version） | 池毅     | 1:36 |

## Vol.2
収録曲
| トラック | 曲名                                      | 作曲     | 時間 |
| -------- | ----------------------------------------- | -------- | ---- |
| 01       | CHA-LA HEAD-CHA-LA                        | 清岡千穂 | 3:18 |
| 02       | 伝説の超サイヤ人                          | 菊池俊輔 | 0:53 |
| 03       | 新惑星ベジータ                            | 菊池俊輔 | 2:29 |
| 04       | トランクス達の疑惑                        | 菊池俊輔 | 1:06 |
| 05       | やって来た孫悟空                          | 菊池俊輔 | 0:55 |
| 06       | 重大な秘密                                | 菊池俊輔 | 1:05 |
| 07       | 異常な興奮                                | 菊池俊輔 | 1:00 |
| 08       | 重く暗い過去                              | 菊池俊輔 | 2:34 |
| 09       | 運命の激突!!                              | 菊池俊輔 | 0:45 |
| 10       | ブロリーの正体                            | 菊池俊輔 | 1:12 |
| 11       | パラガスの野望                            | 菊池俊輔 | 1:53 |
| 12       | ブロリー変身!!                            | 菊池俊輔 | 2:06 |
| 13       | 狼狽するベジータ                          | 菊池俊輔 | 0:41 |
| 14       | 復讐の時来る!!                            | 菊池俊輔 | 0:59 |
| 15       | 悪魔のブロリー                            | 菊池俊輔 | 1:58 |
| 16       | 膨れ上がる恐怖                            | 菊池俊輔 | 1:33 |
| 17       | 悲愴な闘い                                | 菊池俊輔 | 1:28 |
| 18       | 野望の最期                                | 菊池俊輔 | 1:45 |
| 19       | 悟空!! 不屈の闘志                         | 菊池俊輔 | 1:28 |
| 20       | パワーをくれ!!                            | 菊池俊輔 | 3:46 |
| 21       | 集合パワーの勝利!!                        | 菊池俊輔 | 1:07 |
| 22       | バーニング・ファイト -熱戦・烈戦・超激戦- | 清岡千穂 | 3:20 |